# Elvy Bengtsson
Elvy Anna Elisabet Bengtsson, född 28 juli 1941, är en svensk revyartist.
Elvy Bengtsson började sjunga och uppträda i unga år hemma i Mariestad. Som sjuttonåring uppträdde hon i Fyrklöverns nyårsrevy i Skövde där hon blev bekant med Sten-Åke Cederhök och Rulle Lövgren. Hon medverkade i Sten-Åke Cederhöks populära TV-serier Jubel i busken och Låt hjärtat va me på 1970-talet. Hon spelade i Veckans Revy på Liseberg och fanns med på den sista Jubel i busken-turnén 1986.
Vid sidan av revykarriären har hon undervisat i estetiska ämnen som teater och dans på olika skolor i Mariestad, Töreboda och Gullspång.
Bengtsson är anlitad som underhållare, konferencier och allsångsledare tillsammans med sin ackompanjatör Lennart Hovbjer. Hon är bosatt i Mariestad.